# Östergötlands Flyghistoriska Sällskap
Östergötlands Flyghistoriska Sällskap - ÖFS - bildades våren 1967 med huvuduppgiften att stödja tillkomsten av ett flygmuseum i Linköping. Sällskapet har sedan bildandet vuxit ut till att bli en av landets stora flyghistoriska organisationer med närmare 2 000 medlemmar såväl inom som utom Sverige. ÖFS  huserar i Flygets Hus i Malmslätt utanför Linköping. Föreningens verksamhet bedrivs i huvudsak med hjälp av frivilliga insatser från medlemmarna. 
Föreningens medlemstidning heter ÖFS Meddelande och utkommer med fyra nummer per år. Föreningens medlemmar får också Flygvapenmusei årsbok Ikaros en gång per år. Medlemmar ur ÖFS ingår i redaktionen. Föreningens bokutgivning stöds av Stiftelsen SMB.

## Verksamheter
- Restaurering av äldre flygmateriel
- Vakthållning i museets publika utrymmen
- Uppsnyggning av utställda föremål på Flygvapenmuseum
- Insamling och förvaring av modeller, tavlor och litteratur med nära anknytning till flyghistoria

### Restaurering
Föreningen har hjälpt till med att tillföra Flygvapenmuseum ett antal flygplan och andra föremål som nu finns utställda. Flera av flygplanen har restaurerats genom ÖFS försorg. Ett exempel är Saab J 21R.